# روبي أهونين
روبي أهونين (بالفنلندية: Roope Ahonen) مواليد 12 يونيو 1990 في سالو، هو لاعب كرة سلة فنلندي. بدأ مسيرته الاحترافية في سنة 2007. يلعب في الدوري اليوناني لكرة السلة. يحمل الرقم 14. يبلغ طوله 6 قدم 1.75 بوصة (1.9 م).

## المسيرة الاحترافية
لعب مع توربان بويات من سنة 2007 إلى 2009، ثم لعب مع نادي بوروس لكرة السلة في موسم 2013–2014، ثم لعب مع بيسونس لويما في موسم 2014–2015.

## روابط خارجية
- روبي أهونين على موقع الاتحاد الدولي لكرة السلة (الإنجليزية)
- روبي أهونين على موقع كرة السلة الأوروبية.كوم (الإنجليزية)
- روبي أهونين على موقع ريلجم (الإنجليزية)
- روبي أهونين على موقع بروبوليرز (الإنجليزية)
- روبي أهونين على موقع سبورتس رفرنس (الإنجليزية)